# Пасат (Одесская область)
Паса́т (укр. Паса́т) — село, относится к Балтскому району Одесской области Украины.
Население по переписи 2001 года составляло 703 человека. Почтовый индекс — 66132. По приблизительным данным на 2018 год там проживает (по словам очевидцев) около пятисот человек. Телефонный код — 4866. Занимает площадь 4,18 км². Код КОАТУУ — 5120685401.

## Местный совет
66132, Одесская обл., Балтский р-н, с. Пасат

## В искусстве
В селе Пасат снимался художественный фильм Александра Муратова и Киры Муратовой «Наш честный хлеб» (1964).